# Дробиш, Александр Фёдорович
Александр Фёдорович Дробиш (31 августа (12 сентября) 1818 — 16 (28) февраля 1879) — российский виолончелист и альтист. Сын и ученик Фёдора Дробиша.
C 1853 года играл в оркестре Санкт-Петербургского филармонического общества и в оперном оркестре, концертировал как солист. Одновременно, согласно воспоминаниям Д. В. Стасова, входил в круг ансамблистов, группировавшихся вокруг Антона Рубинштейна и Василия Кологривова, играл в квартетах вместе с Иваном Пиккелем, Иеронимом Вейкманом и другими музыкантами.
C 1860 года солист оркестра Большого театpa в Mоскве. Был также известен как участник «квартетных собраний» Императорского Русского музыкального общества (со скрипачами К. Кламротом и В. Безекирским, альтистом Ю. Гербером, пианистом Н. Рубинштейном).
Автор двух сборников виолончельных сонат. Дробишу посвящена соната для альта и фортепиано Антона Рубинштейна (1855).